# 1650 en arts plastiques
| Années des arts plastiques : 1647 - 1648 - 1649 - 1650 - 1651 - 1652 - 1653    |
| Décennies des arts plastiques : 1620 - 1630 - 1640 - 1650 - 1660 - 1670 - 1680 |

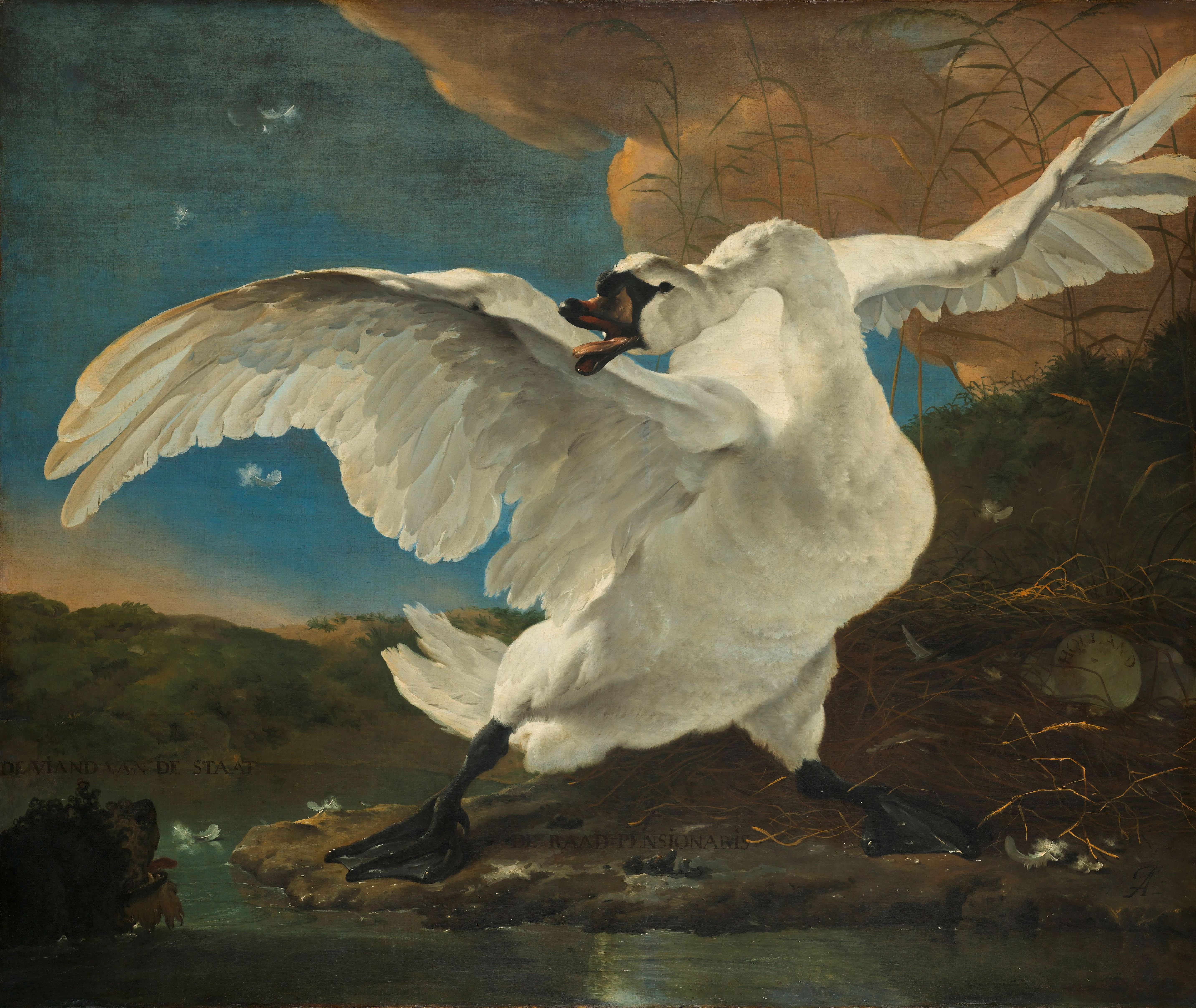
Le Cygne menacé de Jan Asselijn, vers 1650, Rijksmuseum Amsterdam.

Cette page concerne l'année 1650 en arts plastiques.

## Œuvres
- Le Barbier du Pape, huile sur toile de Diego Velázquez
- Camillo Massimi, huile sur toile de Diego Vélasquez
- Innocent X, huile sur toile de Diego Vélasquez
- Le Mangeur de melon et de raisin, huile sur toile de Bartolomé Esteban Murillo
- Le Cygne menacé, huile sur toile de Jan Asselijn
- Adoration des Bergers, huile sur toile de Nicolas Mignard

## Naissances
- 9 février : Jan Verkolje, peintre et graveur néerlandais († 1693),
- 17 novembre : Joanna Koerten, artiste néerlandaise, utilisant pour ses créations la peinture, le dessin, la broderie, la gravure sur verre, et la modélisation en cire († 28 décembre 1715),
- Richard Brakenburgh, peintre néerlandais  († 28 décembre 1702),
- Vers 1650 :
- Johannes van der Bent, peintre néerlandais († vers 1690).

## Décès
- 18 janvier : Matteo Rosselli, peintre italien (° 10 août 1578),
- 21 février : Trophime Bigot, peintre baroque français (° 8 juin 1579),
- 29 mars : Cornelius Galle l'Ancien, graveur flamand (° 1576),
- ? juin : Jean Morin, peintre et graveur français (° 1605-1609),
- 26 juillet : Iwasa Matabei, peintre japonais (° 1578),
- 29 octobre : Hendrik Hondius I, éditeur et graveur hollandais (° 9 juin 1573),
- ? : 
  - Diego de Astor, graveur espagnol (° vers 1584),
  - Giovanni Battista Barbiani, peintre baroque italien (° 1593).